# Pierre Laurent (balettmästare)
Pierre Laurent, född 1730, död 1807, var en dansk balettmästare. Han var engagerad vid den kungliga danska baletten 1752-84, balettmästare och grundare av Det Kongelige Teaters Balletskole år 1771. 